# Zalipais lissa
Zalipais lissa es una especie de molusco gasterópodo de la familia Liotiidae.

## Distribución geográfica
Se encuentra  en Nueva Zelanda.